# Ljubomir Panov
Ljubomir Ivanov Panov (in bulgaro Любомир Иванов Панов?; Pleven, 16 febbraio 1933 – agosto 2022) è stato un cestista bulgaro.
Era il cugino di Georgi Panov.

## Carriera
Con la Bulgaria ha disputato due edizioni dei Giochi olimpici (Melbourne 1956, Roma 1960), i Campionati mondiali del 1959 e cinque edizioni dei Campionati europei (1953, 1955, 1957, 1961, 1963).